# Partia Sprawiedliwości (Tadżykistan)
Partia Sprawiedliwości (tadż. Hizb Adolatkhoh) – partia polityczna w Tadżykistanie. W ostatnich wyborach parlamentarnych w 2005 roku partia nie przekroczyła progu zaporowego i nie dostała się do parlamentu.